# La novia gitana
La novia gitana és una sèrie de televisió per internet espanyola de thriller basada en la novel·la homònima de Carmen Mola (pseudònim col·lectiu dels guionistes de televisió Jorge Díaz, Antonio Mercero i Agustín Martínez), produïda per Diagonal TV i Viacom International Studios per a Atresplayer Premium. Mercero i Díaz coescribiren la sèrie al costat de José Rodríguez i Susana Martín Gijón, que ha estat dirigida per Paco Cabezas i protagonitzada per Nerea Barros. Es va projectar per primera vegada al Festival Internacional de Cinema de Sant Sebastià 2022, abans d'estrenar-se a Atresplayer el 25 de setembre de 2022.
El 25 de juliol de 2022, la sèrie va ser renovada per a una segona temporada abans de l'estrena de la primera.

## Trama
Elena Blanco (Nerea Barros) és una inspectora d'homicidis de la BAC (Brigada d'Anàlisi de Casos) que és assignada, al costat del seu equip, a buscar al culpable de l'assassinat de Susana Macaya (Zaira Romero), una jove gitana que després del seu comiat de soltera ha desaparegut i ha estat assassinada mitjançant un macabre ritual que reprodueix la mort de la seva germana Lara set anys abans – tret que l'assassí de Lara ja estava complint condemna des de fa temps.

## Repartiment

### La Novia Gitana(2022)

#### Repartiment principal
- Nerea Barros com Elena Blanco
- Darío Grandinetti com Miguel Vistas Pereyra
- Vicente Romero com Rodrigo Orduño
- Ignacio Montes com Ángel Zárate
- Lucía Martín Abello com Francisca "Chesca" Olmo
- Mona Martínez com Mariajo
- Mónica Estarreado com Sonia
- Francesc Garrido com Buendía
- Moreno Borja com Moisés Macaya (Episodi 1 - Episodi 6)
- Carlos Cabra com El Capi
- Emilio Palacios com Raúl Garcedo (Episodi 1 - Episodi 4; Episodi 6)
- Daniel Ibáñez com Carlos Rodríguez Velasco "Caracas"
- Cecilia Gómez com Cintia López (Episodi 1 - Episodi 4)
- Miguel Hermoso com Damián Masegosa (Episodi 3 - Episodi 4; Episodi 6 - Episodi ¿?)
- Zaira Romero com Susana Macaya (Episodi 1 - Episodi 3; Episodi 6 - Episodi 8)
- Nazaret Cortés com Candela Macaya
- Flavio Rey com Miguel Vistas (nen)

amb la col·laboració especial de
- Lola Casamayor com Ascensión (Episodi 1; Episodi 3; Episodi 5; Episodi 8)
- Miguel Ángel Solá com Salvador Santos (Episodi 1; Episodi 3; Episodi 5 - Episodi 6; Episodi 8)
- Óscar de la Fuente com Antonio Jáuregui (Episodi 5 - Episodi 8)
- Javier Botet com Abel "El Canijo" (Episodi 6 - Episodi 7)
- Ginés García Millán com Comissari Manuel Rentero (Episodi 1 - Episodi 7)

### La Red Púrpura(2023)

#### Repartiment confirmat
- Nerea Barros com Elena Blanco
- Vicente Romero com Rodrigo Orduño
- Ignacio Montes com Ángel Zárate
- Lucía Martín Abello com Francisca "Chesca" Olmo
- Mona Martínez com Mariajo
- Ginés García Millán com Manuel Rentero
- Francesc Garrido com Buendía
- Roberto Álamo com Dimas
- Carmen Prada com Marina
- Nuria González com Rocío Narváez
- Andrés Gertrúdix com Casto
- María Morales com Soledad
- Michel Herráiz com Daniel
- Font García com Alberto
- Unai Mayo com Lucas
- Andrés Lima com Kortabarria
- María Mercado com Aurora
- Hugo Prieto com Lucas (nien)

## Episodis
| Núm. total | Núm. de la temporada | Títol                | Direcció     | Guió                                 | Data d'emissió original |
| ---------- | -------------------- | -------------------- | ------------ | ------------------------------------ | ----------------------- |
| 1          | 1                    | «La novia»           | Paco Cabezas | Antonio Mercero i José Rodríguez     | 25 de setembre de 2022  |
| 2          | 2                    | «El niño perdido»    | Paco Cabezas | Antonio Mercero i José Rodríguez     | 25 de setembre de 2022  |
| 3          | 3                    | «El clan del sordo»  | Paco Cabezas | Jorge Díaz y José Rodríguez          | 2 d'octubre de 2022     |
| 4          | 4                    | «La noche oscura»    | Paco Cabezas | Jorge Díaz y José Rodríguez          | 9 d'octubre de 2022     |
| 5          | 5                    | «Un buen padre»      | Paco Cabezas | José Rodríguez y Susana Martín Gijón | 16 d'octubre de 2022    |
| 6          | 6                    | «Uroboros»           | Paco Cabezas | José Rodríguez y Susana Martín Gijón | 23 d'octubre de 2022    |
| 7          | 7                    | «El hijo de Abraham» | Paco Cabezas | José Rodríguez                       | 30 d'octubre de 2022    |
| 8          | 8                    | «La red púrpura»     | Paco Cabezas | José Rodríguez                       | 6 de novembre de 2022   |

## Producció
El 20 d'abril de 2021, Atresmedia Televisión va anunciar tres noves sèries en desenvolupament per a Atresplayer Premium, incloent-hi una adaptació de la novel·la La novia gitana de Carmen Mola (pseudònim col·lectiu de Jorge Díaz, Antonio Mercero i Agustín Martínez), produïda per Diagonal TV i Viacom International Studios. Mercero i Díaz van tornar per a escriure la sèrie al costat de José Rodríguez i Susana Martín Gijón, amb Mercero i Rodríguez com a coordinadors de guió, i Paco Cabezas va ser anunciat com el director de la sèrie.
El 13 de desembre de 2021, durant el Atresplayer Premium Day, Nerea Barros va ser anunciada com la protagonista de la sèrie, mentre que el repartiment complet va ser finalitzat al gener de 2022, iniciant el seu rodatge que va tenir lloc entre gener i maig de 2022 en el centre de Madrid, Alcalá de Henares i Segòvia.
El 25 de juliol de 2022, Jaume Banacolocha, productor executiu de la sèrie i conseller delegat de Diagonal TV, va anunciar que estaven començant a treballar en una segona temporada de la sèrie, la qual Cabezas tornaria a dirigir, amb la producció prevista per a començar al setembre de 2022. Montse García, una altra de les productores executives de la sèrie i la directora de ficció de Atresmedia, va confirmar que estaven desenvolupant els guions de la segona temporada amb José Rodríguez, un dels guionistes de la sèrie, i que hi havia plans per a fer una tercera temporada, a fi de completar la trilogia de llibres.

## Llançament i màrqueting
El 13 de juliol de 2022, Atresmedia Televisión va treure els primers pòster teasers de la sèrie i va anunciar que el 20 de juliol de 2022 es revelaria la data d'estrena. Ese día, se anunció que la serie se estrenaría en Atresplayer el 25 de setembre de 2022. Aquest dia, es va anunciar que la sèrie s'estrenaria en Atresplayer el 25 de setembre de 2022. El 21 de juliol de 2022, es va anunciar que la sèrie s'estrenaria per primera vegada al públic en el certamen del la 70a edició del Festival Internacional de Cinema de Sant Sebastià. El 29 de juliol de 2022, Atresplayer va treure els primers teaser tràilers de la sèrie.

## Premis
| Any  | Premi          | Categoria                               | Nominat        | Resultat | Ref    |
| ---- | -------------- | --------------------------------------- | -------------- | -------- | ------ |
| 2023 | X Premis Feroz | Millor actriu protagonista d'una sèrie  | Nerea Barros   | Nominat  | [ 12 ] |
| 2023 | X Premis Feroz | Millor actor de repartiment d'una sèrie | Vicente Romero | Nominat  | [ 12 ] |